# Jerzy Godziszewski
Jerzy Godziszewski (* 24. April 1935 in Vilnius; † 4. März 2016 in Bydgoszcz) war ein polnischer Pianist und Musikpädagoge.
Der Sohn eines Bildhauers und einer Pianistin hatte ab dem sechsten Lebensjahr Klavierunterricht bei Aleksandra Dirvianskajte, später bei Emmy Altberg. 1946 setzte er seine Ausbildung bei Irena Kurpisz-Stefanowa an der Staatlichen Musikhochschule in Toruń fort. Nach dem Abschluss ging er 1952 an die Musikakademie Posen und vervollkommnete eine Ausbildung an der Musikhochschule Warschau bei Stanisław Szpinalski und nach dessen Tod bei Maria Wiłkomirska. 1960 erlangte er das Diplom mit Auszeichnung.
Im gleichen Jahr gewann er beim Internationalen Chopin-Wettbewerb den Zweiten Preis und einen von Witold Małcużyński gestifteten Sonderpreis. 1960 und 1961 nahm er an Sommerkursen von Arturo Benedetti Michelangeli in Arezzo teil. Als Konzertpianist trat er außer in Polen  u. a. in Tschechoslowakei, Rumänien, Bulgarien, Deutschland, Österreich, Italien, Frankreich, Schweden und Norwegen auf. Zu seinem Repertoire zählten Werke von Komponisten wie Wolfgang Amadeus Mozart, Ludwig van Beethoven, Fryderyk Chopin, Franz Liszt, Johannes Brahms, Claude Debussy, Sergei Prokofjew, Béla Bartók, Olivier Messiaen, Maurice Ravel und Karol Szymanowski. Für den polnischen Rundfunk nahm er das gesamte Klavierwerk Szymanowskis auf.
Ab 1967 leitete Godziszewski eine Klavierklasse an der Musikakademie Breslau. 1978 zog er nach Bydgoszcz und unterrichtete bis zu seinem Tode an der dortigen Musikakademie. 1998 erhielt er den Preis der Karol-Szymanowski-Stiftung. Der Polnische Musikerverband ehrte ihn für sein Lebenswerk mit einer Goldmedaille. Die Musikakademie Bygoszcz verlieh ihm 2007 einen Ehrendoktortitel.